# Lepidotrichilia sambiranensis
Lepidotrichilia sambiranensis är en tvåhjärtbladig växtart som beskrevs av J.-f. Leroy. Lepidotrichilia sambiranensis ingår i släktet Lepidotrichilia och familjen Meliaceae. Inga underarter finns listade i Catalogue of Life.